# Języczek ciemny
Języczek ciemny (Arrhenia umbratilis (Fr.) Redhead, Lutzoni, Moncalvo & Vilgalys) – gatunek grzybów z rodziny wodnichowatych (Hygrophoraceae).

## Systematyka i nazewnictwo
Pozycja w klasyfikacji według Index Fungorum: Arrhenia, Hygrophoraceae, Agaricales, Agaricomycetidae, Agaricomycetes, Agaricomycotina, Basidiomycota, Fungi.
Po raz pierwszy gatunek ten opisał w 1828 r. Elias Fries, nadając mu nazwę Agaricus umbratilis. Później gatunek ten zaliczany był do różnych innych rodzajów. Obecną, uznaną przez Index Fungorum nazwę, nadali mu Scott Alan Redhead, François M. Lutzoni, Jean-Marc Moncalvo i Rytas J. Vilgalys w 2002 r.
Synonimy:
- Agaricus umbratilis Fr. 1821
- Agaricus umbratilis f. minor Fr. 1873
- Gerronema umbratile (Fr.) Raithelh. 1973
- Omphalia umbratilis (Fr.) Gillet 1876
- Omphalina umbratilis (Fr.) Quél. 1886
- Omphalina umbratilis f. minor (Fr.) Bon 1996[2].

W 2003 r. Władysław Wojewoda zaproponował polską nazwę pępówka ciemna dla nazwy naukowej Omphalina umbratilis. Jest ona niespójna z wprowadzoną w 2002 r. nową nazwą naukową. Spójną z nią nazwę polską podaje internetowy atlas grzybów.

## Morfologia
Owocnik
Kapelusz o średnicy do 3 cm i kształcie od płaskiego do lejkowatego z wyraźnie zbiegającymi blaszkami. Brzeg początkowo podwinięty, potem wyprostowany. Powierzchnia w stanie wilgotnym ciemnobrązowa z lekkim fioletowym odcieniem i jedwabistym połyskiem. Trzon o wysokości do 3 m i średnicy 5 mm, szerszy na wierzchołku i lekko spłaszczony, tej samej barwy co środek kapelusza, jedwabisty. Blaszki zbiegające na trzon, płowobrązowe z ciemnymi ostrzami. Liczba blaszek sięgających trzonu wynosi 26.
Cechy mikroskopowe
Charakterystyczną cechą Arrhenia umbratilis są cheilocystydy, których brak u większości gatunków rodzaju Arrhenia. Są maczugowate, o wymiarach 32 × 7-5 mikronów (średnio) z wyrostkiem wnęki, przeważnie proste, ale niektóre zakrzywione.

## Występowanie i siedlisko
Języczek ciemny znany jest z nielicznych miejsc w Ameryce Północnej, Europie i Australii. W Polsce W. Wojewoda w 2003 r. przytoczył tylko dwa stanowiska, obydwa dawne (1896, 1917). Być może gatunek w Polsce wymarły, jednak brak go w Czerwonej liście roślin i grzybów Polski.
Naziemny grzyb saprotroficzny rosnący wśród traw w lasach i na obrzeżach dróg.